# Alfonso Hüppi
Alfonso Hüppi (Friburgo in Brisgovia, 11 febbraio 1935) è un pittore, designer e scultore tedesco.
Vive a Baden Baden e occasionalmente in Namibia.

## Esposizioni
- 1972 Galerie Klein, Bonn
- 1977 documenta 6, Kassel; Galerie Klein, Bonn
- 1990 Kunsthalle Göppingen
- 1996 Museum für Neue Kunst Freiburg, 4 Hüppi
- 1997 Kunstmuseum Solothurn
- 2002 Akademie der Künste (Berlin): Alfonso Hüppi – da capo – vom Kopf über die Hand zum Bild;

Kunsthalle Baden-Baden|Staatliche Kunsthalle Baden-Baden;
Galerie Henze & Ketterer, Berna
In Italia, ha esposto in vari musei con mostre temporanee, recentemente all'OpenArt di Roveredo, in località Trii.